# 김태진 (극작가)
김태진(金兌鎭, 일본식 이름: 志摩貫시마 도루, 1905년 ~ 1949년)은 한국의 연극인이다. 초창기에는 영화계에서, 이후로는 연극배우와 극작가로 활동했다. 예명 남궁운(南宮雲)으로도 알려져 있다.

## 생애
함경남도 원산에서 출생하여 지난날 한때 함경남도 함흥에서 잠시 유아기를 보낸 적이 있으며 함경남도 단천에서 성장하였다. 1925년 조선키네마프로덕션의 《아리랑》에 출연하면서 배우로 활동을 시작했다. 이후 나운규와의 갈등으로 주인규와 함께 계림영화사로 옮겨갔다가 다시 조선키네마로 되돌아왔다.
몇몇 작품에 출연하며 영화배우로 주목을 받던 중, 1927년 한국 최초의 여배우 이월화가 주연을 맡은 영화 《뿔빠진 황소》를 연출해 영화계에 뚜렷이 이름을 알렸다. 김태진이 직접 시나리오도 쓴 이 영화는 지주의 아들과 소작인의 아들이 한 여성을 함께 사랑한다는 줄거리로, 식민지의 현실과 계급모순에 관심을 기울이는 경향파적 성향이 드러나 있다.
1929년 《혼가》 특별출연을 계기로 김유영, 임화 등과 교유하면서 본격적인 좌파 문화운동에 합류했다. 이후 신흥영화예술가동맹 창립에 참가하였고, 신건설, 동방키노에서 카프 계열의 진보적 연극 운동을 펼쳤다. 1933년 카프 미술인 강호, 이상춘이 《영화부대》 발간을 빌미로 체포된 영화구락부 사건에 연루되어 투옥되었다. 이 사건 관련자 가운데서는 강호와 김태진 두 사람이 실형을 언도받았다.
1934년 출옥한 뒤 전향하여 일제강점기 말기에 '국민연극' 극작가로 활동했다. 1942년 조선총독부의 후원으로 열린 제1회 연극경연대회에 〈행복의 계시〉를 출품했고, 1943년 열린 제2회 대회에도 〈아름다운 고향〉을 출품했다. 2008년 민족문제연구소가 선정한 친일인명사전 수록예정자 명단 연극/영화 부문, 2009년 친일반민족행위진상규명위원회가 발표한 친일반민족행위 705인 명단에 포함되었다.
김태진의 일제시대 활동은 「일제강점하 반민족행위 진상규명에 관한 특별법」제2조 제11·13·17호에 해당하는 친일반민족행위로 규정되어 『친일반민족행위진상규명 보고서』Ⅳ-4: 친일반민족행위자 결정이유서(pp.428~442)에 관련 행적이 상세하게 채록되었다.
광복 직후 다시 좌파 계열로 돌아가 활발한 활동을 펼치다가 월북하였다. 북한에서는 인기 배우인 황철이 출연하고 월북 연출가 나웅이 연출을 맡은 《리순신 장군》을 집필했는데, 북한 문학사에서 높은 평가를 받고 있는 역사극이다. 1949년 이후의 행적은 잘 알려져 있지 않으며, 1957년에 시나리오 《도화선》을 썼다는 기록으로 보아 이때까지 생존하여 활동 중이었던 것으로만 추정된다.

## 참고 자료
- 권영민 (2004년 2월 25일). 《한국현대문학대사전》. 서울: 서울대학교출판부. 241쪽쪽. ISBN 89-521-0461-7.
- 강옥희, 이영미, 이순진, 이승희 (2006년 12월 15일). 《식민지시대 대중예술인 사전》. 서울: 소도. 74~77쪽쪽. ISBN 978-89-90626-26-4.